# Tint-2
El grup del Tint-2 (1974-1976) de Banyoles va ser un col·lectiu multidisciplinari, format per escultors, pintors, dissenyadors, arquitectes i intel·lectuals, que va representar, a finals del franquisme, una experiència de referència per a la modernització de la cultura i l'art català.
El grup prenia el nom de l'edifici civil gòtic de la Llotja del Tint de Banyoles, la recuperació i rehabilitació del qual va ser possible gràcies a alguns dels membres que després constituirien el grup. Mitjançant un discurs d'arrel anticapitalista, el Tint-2 va focalitzar el seu interès a qüestionar les pràctiques simbòliques, els gustos i les conductes de les classes dominants i les polítiques culturals oficials, sobretot a través de tres manifestacions realitzades a la Llotja del Tint.

## Inicis
El Tint-2 no hauria existit sense la prèvia existència del grup Tint-1 que, malgrat mantenir una política expositiva una mica irregular, el 1973 va programar l'activitat Informació d'Art Concepte Banyoles 73, que va tenir moltíssima transcendència en el món de l'art conceptual. Més d'un any després de la dissolució del Tint-1 es va crear el Tint-2, que conservava la majoria d'antics membres del grup precedent, per bé que amb algunes baixes, com la del J. Gimferrer o la de L. Güell, que va marxar de Banyoles, però també amb l'entrada de gent nova. Un seguit de canvis que van condicionar de forma significativa la nova orientació que adoptaria el col·lectiu. L'organisme responsable del Tint-2 era la Comissió de Cultura de la Llotja del Tint, que estava formada per Pere Comas, president, Xicu Cabanyes, Tomás Cortada, Jaume Fàbrega, Jeroni Moner i Codina, Esteve Palmada, Lluís Pau, Ramon Planells, Josep Riera, Lluís Vilà. Ferran Roura, conseller municipal de cultura, i Josep Juncà, conseller municipal d'Informació i Turisme. Aquests dos últims no formaven part pròpiament del Tint-2, sinó que representaven els interessos de l'Ajuntament, però a diferència de Comas no s'alineaven en posicions d'obertura política, sinó de continuïtat, i, a la pràctica van exercir una funció de control damunt les activitats i propostes del grup. De la nova Comissió, cal destacar-ne el reforçament de la presència institucional i la seva vinculació amb la regidora d'Informació i Turisme, la qual cosa evidencia que l'acció del Tint-2 era considerada pels responsables consistorials com una forma més de reforçar l'oferta turística de la població, en aquest cas concret mitjançant la potenciació d'iniciatives artístiques i la via del prestigi cultural.

## Les finalitats del Tint-2
Els plantejaments i les finalitats del nou equip tenien poc a veure amb els del Tint-1. D'una banda, el grup va fixar prèviament el seu programa d'activitats a un cicle de quatre manifestacions, i l'Ajuntament va assumir les despeses materials mínimes de cada exposició. I de l'altra, l'orientació fonamentalment difusora del Tint-1, es va substituir per una actitud més d'análisi, reflexió i crítica, i també per una voluntat d'intervenir tant en el debat artístic i sociocultural contemporani, com en determinats aspectes de la vida local. En el primer document públic del Tint-2 s'afirma:
"Som conscients que les idees convencionals sobre el fet artístic cada cop més donen pas a una visió omnicomprensiva d'allò que cal entendre per Art. Essent tota activitat cultural un instrument de lluita ideològica, en el moment d'enfrontar-nos amb el món complex de l'art cal tenir-ho més present que mai per tal d'evitar caure en una nul·la o neutra -recuperació del sistema- eficàcia cultural de signe progressiu".
La influència de determinats plantejaments ideològics provinents bàsicament del moviment conceptual, com ara la crítica al mercat de l'art, a la mitificació de l'artista i al paper de l'art com a instrument de domini simbòlic, van determinar que el Tint-2 fes cap activitat pròpia a l'entern de les arts plàstiques tradicionals, sinó que optés de bon principi per una perspectiva més àmplia influïda per una certa orientació cientifista, que excloïa la producció d'objectes d'art. La mateixa adopció del terme "manifestació", en lloc del més usual d'exposició, reflecteix aquesta voluntat de marcar distàncies amb les convencions artístiques establertes. De manera que el seu marc d'interessos englobava l'ampli camp de la cultura visual i la comunicació de masses, i, des d'ell, el grup va prendre el tema del kitsch com a base articuladora del conjunt de les seves propostes.

### Membres del Tint-2
El grup del Tint-2 estava format per alguns membres procedents del Tint-1, amb alguna baixa i alguna alta:
- Pere Comas i Masgrau
- Xicu Cabanyes
- Tomàs Cortada
- Jaume Fàbrega i Colom
- Jeroni Moner i Codina
- Esteve Palmada
- Lluís Pau i Corominas
- Raimon Planells
- Josep Riera i Micaló
- Lluís Vilà i Vendrell
- Josep Juncà

## Les manifestacions entorn el Kitsch
El Tint-2 va centrar el seu interès en el fenomen del kitsch, dins l'àmbit d'influència de l'art conceptual, amb una orientació influenciada per la sociologia, la crítica d'art i el vessant documentalista del Grup de Treball. El Tint-2 entenia el kitsch com la tendència artística fonamentada en el pseudoart de mal gust i la comunicació alienada que creien que representava un dels prototips que més bé definien el perfil del burgès estàndard de la societat industrialitzada.
Per poder desplegar les seves tesis, el grup tenia previst realitzar inicialment quatre «manifestacions» (segons la seva pròpia terminologia), pretenent il·lustrar diverses modalitats del kitsch -el domèstic, el religiós, el cultural i el polític. Finalment, només van realitzar les tres primeres, ja que el grup es va dissoldre abans de completar el seu programa. Cada manifestació incloïa una exposició a la Llotja del Tint sobre el tema escollit, i diverses activitats paral·leles, com xerrades, taules rodones, concerts, etc. Les tres manifestacions van ser:
- El Kitsch domèstic, un pis en la provincia de Gerona (octubre-novembre de 1974). Va consistir a recrear, en una part de la Llotja del Tint, un suposat pis de classe burgesa, amb mobles i objectes decoratius i ornaments d'estètica kitsch que expressaven el seu estatus. La manifestació també anava acompanyada de gran quantitat de material escrit crític amb determinats sistemes de vida, de relacions socials, de poder, de consum, etc. Es jugava amb els dos nivells de l'edifici, la part baixa s'usava per presentar el material, mitjançant la recreació d'estances d'un pis (el rebedor i la sala d'estar, amb biblioteca, revister, moble-bar i discoteca) guarnit amb tot d'objectes i mobiliari suposadament il·lustratius de la categoria kitsch, mentre que la part superior pretenia oferir eines crítiques per desvelar valors i significats. Aquest darrer àmbit incorporava la idea, provinent del moviment conceptual, de l'exposició informativa (amb abundant documentació i la possibilitat de consultar llibres i textos in situ), també s'hi projectaven diapositives que recollien vistes de monuments, jardins, cases i xalets de la classe burgesa de Banyoles i Girona. A banda dels espais interiors de la llotja, també s'intervingué en els carrers que envoltaven l'edifici amb elements decoratius, una falsa façana pintada i la porta d'entrada d'un barroc pompós i cridaner.
- Cromolitografia religiosa. Dolça imatge del culte domèstic (març-abril de 1975). Basava bona part del muntatge en la mostra d'estampes religioses, en tant que imatgeria naïf, acompanyades de textos del crític d'art Jaume Fàbrega que qüestionaven la institució eclesiàstica. La instal·lació de la segona mostra no feia un ús tan explícit de l'enfocament espacial dicotòmic, sinó que les nombroses làmines instal·lades damunt uns plafons es repartien uniformement en els dos nivells, per bé que el lloc assignat als diferents personatges i éssers representats seguia un cert ordre ascendent en funció del seu grau d'espiritualitat. La idea ascensional venia reforçada per un gran triangle, símbol diví, de tela translúcida de color blanc que prenia una tonalitat rosada mitjançant una aplicació minuciosa de la il·luminació. Aquesta majestuosa figura geomètrica relacionava les dues plantes i, a més, amb la seva ocupació gairebé global de l'interior de l'edifici es pretenia provocar en l'espectador la sensació d'un cert ofegament espacial. L'objectiu era atènyer una evocació visual de la transcendència del poder terrenal del catolicisme i del seu signe opressor, malgrat els esforços propagandístics de la institució eclesiàstica per autorepresentar-se com un regne sense interessos en aquest món.
- Terrissa negra (octubre-desembre de 1975). Mitjançant la mostra de moltes peces de terrissa negra, acompanyades de material documental i discursiu, volien fer palès i criticar la moda, presumptament progressista, de col·leccionar ceràmica produïda per sistemes artesanals ja en desús. La mostra establia bàsicament tres espais diferents i un subespai. A la planta baixa, es representava en uns plafons nombrosa informació escrita, documentació gràfica i fotografies sobre les característiques i modalitats de la terrissa tradicional. Una de les peculiaritats d'aquest muntatge residia en el fet que entre els escrits explicatius s'inserien dibuixos de còmic, inspirats en l'estil de ninotaires com Perich, Antonio Fraguas de Pablo o Núria Pompeia. Els personatges de les il·lustracions feien comentaris, tractats en clau irònica, representatius del grup social (alta burgesia, classes mitjanes, intel·lectualitat, etc.) al qual suposadament pertanyien. L'objectiu era complementar amb un to informal però alhora incisiu el discurs més lineal i sistemàtic, així com aconseguir un major atractiu visual i facilitar l'accessibilitat del públic.

Arran de cada exposició s'elaboraven diversos escrits on s'evidenciava l'extens i intens treball de recerca que recolzava cada proposta i alhora es feia explícit el punt de vista adoptat i la tesi defensada. A més s'editava per als assistents a la mostra un cartell-programa d'acurat disseny, en una cara del qual hi havia un resum de l'estudi general i en l'altra s'anunciava la manifestació. Malgrat la presència unificadora del concepte de kitsch, s'ha de dir que el tractament que se li va donar diferia en les tres manifestacions. Els temes escollits en les exposicions sobre el kitsch corresponien precisament a universos que, sobretot arran del procés de modernització, havien anat perdent funcionalitat fins a passar a adquirir un valor fonamentalment simbolicocultural. El fenomen del kitsch, a part de ser utilitzat pel Tint-2 com a pretext per fer una crítica de la societat capitalista i d'alguns trets culturals que li eren propis, també s'usava per evidenciar les contradiccions de certes valoracions i lectures fal·laces.

## La dissolució del grup
Els principals motius que porten a la dissolució del grup Tint-2, sense ni tan sols acomplir les quatre manifestacions programades, ja que l'últiima sobre el kitsch polític no es va arribar a fer a causa de diferències insuperables en el seu procés de concepció, es resumeixen en una certa manca de connexió amb el públic a què aspiraven, en unes limitacions derivades del marc local i comarcal. i en un cert desajustament amb el clima polític del moment.
- Intermanifestacions (març-juny de 1976). Presentat pel Tint-2 a la LLotja del Tint Es tracta d'un cicle de recitals, xerrades, col·loquis, conferències, debats, que si bé no formava part de la producció específica del grup, sí que s'emmarcava en les seves propostes de dinamització i difusió cultural.